# Dolichoneura eriphyle
Dolichoneura eriphyle là một loài bướm đêm trong họ Geometridae.